# Luis Bacalov
Luis Bacalov o Luis Enríquez Bacalov (Buenos Aires, Argentina, 30 d'agost de 1933 – Roma, Itàlia; 15 de novembre de 2017) va ser un pianista, compositor i director d'orquestra argentí nacionalitzat italià. És especialment famós per ser el guanyador el 1996 de l'Oscar a la millor banda sonora per la pel·lícula italiana El carter. També destaca per les bandes sonores de spaghetti western com Django, La mort d'un president, L'or dels Bravados, His name is King i Duel a l'alba.

## Biografia
Bacalov ha estat nominat dues vegades a l'Oscar: una el 1966, per Il Vangelo secondo Matteo (L'Evangeli segons sant Mateo, de Pier Paolo Pasolini); i una altra el 1995 per Il Postino (El carter, de Michael Radford), obtenint el premi en aquest cas.
En els primers anys de la dècada del 1970, va col·laborar amb diverses bandes italianes de rock progressiu. També va ser director artístic de l'Orquestra della Magna Grècia, a Taranto, Itàlia.
Com a curiositat, cal destacar que dues de les seves cançons apareixen en les pel·lícules Kill Bill, del director Quentin Tarantino, i d'altres en la pel·lícula Django Unchained del mateix director, inclòs el tema de Django extret de la banda sonora del film homònim.

## Composicions
Bandes sonores de les pel·lícules:
- 1966, Django
- 1967, Jo sóc la revolució
- 1970, La mort d'un president
- 1970, L'or dels Bravados
- 1971, His name is King
- 1972, Duel a l'alba
- 1979, Li rose di Danzica
- 1983, Coup de foudre (Entre nosaltres)
- 1995, El carter
- 1996. Ilona arriba amb la pluja
- 1999, Carta d'Amor
- 2003, El meu Mancherai (El carter) cançó interpretada per Josh Groban
- 2003, Kill Bill Vol. 1, Tema The Grand Duel pertanyent a la banda sonora original de Duel a l'alba
- 2013, Django Unchained